# Fricassée (Musik)
Fricassée (franz.) ist eine Bezeichnung für eine Musizierform des 16. Jahrhunderts, bei der, ähnlich wie beim Quodlibet, eine mehrstimmige, meist vierstimmige, vokale Komposition verschiedene Texte in den einzelnen Stimmen hat, wodurch eine scherzhafte Wirkung hervorgerufen wird.